# Mongolökenskrika
Mongolökenskrika (Podoces hendersoni) är en centralasiatisk fågel i familjen kråkfåglar inom ordningen tättingar.

## Utseende och läten
Mongolökenskrika är en vackert och distinkt tecknad liten (28 cm) kråkfågel med svart, nedåtböjd näbb. Huvudet är blekt sandfärgat, högt upp på hjässan och bak mot nacken glänsande svart. Undersidan är sandbeige och ovansidan sandbrun, mörkast på skapularer, övergump och övre stjärttäckare. Vingarna är svarta och vita medan stjärten är glansigt blåsvart. Fågeln liknar taklamakanökenskrika men denna har ej svart stjärt men svart strupe. Lätena är ej särskilt studerade, men inkluderar hårda, genomträngande visslingar.

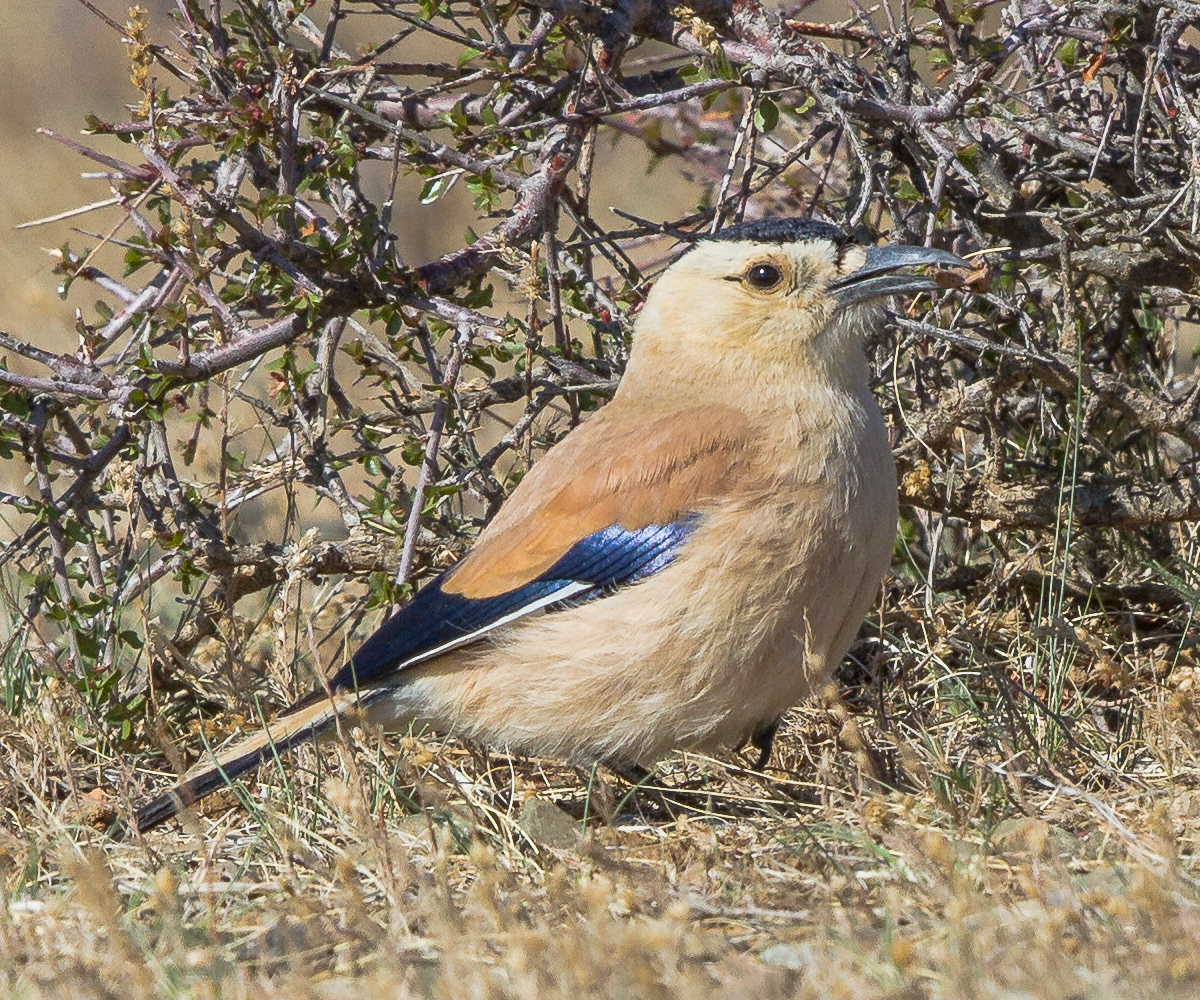

## Utbredning och systematik
Fågeln förekommer i öknar i Centralasien (Kazakstan till Yttre och Inre Mongoliet). Den behandlas som monotypisk, det vill säga att den inte delas in i några underarter.

## Levnadssätt
Mongolökenskrika förekommer i sten- eller grusöken och halvöken med inslag av buskar, vanligtvis på mellan 1000 och 1700 meters höjd, men har noterats ända upp till 3800 meter. Fågeln tillbringar mycket tid på marken och springer vid fara hellre undan än flyger iväg. Den är en allätare som intar både insekter, små ödlor, frön och annat växtmaterial. Häckning har noterats från mars till maj. Boet som består av kvistar och rötter placeras oftast lågt i en buske. Fågeln lägger tre till fyra ägg. Arten är stannfågel.

## Status och hot
Arten har ett stort utbredningsområde och en stor population, men tros minska i antal till följd av för hårt betestryck på ökenbuskmarkerna, framför allt orsakat av domesticerade kameler. Den minskar dock inte tillräckligt kraftigt för att den ska betraktas som hotad. Internationella naturvårdsunionen IUCN kategoriserar därför arten som livskraftig (LC). Världspopulationen har inte uppskattats men den beskrivs som mycket sällsynt i Kazakstan, ovanlig i Mongoliet och troligen relativt ovanlig i Kina.

## Namn
Fågelns vetenskapliga namn hedrar George Henderson (1837-1929), brittisk läkare på Lahore-Yarkand-expeditionen 1870 och överintendent vid botaniska trädgårdarna i Calcutta. Fram tills nyligen kallades den även Hendersons ökenskrika på svenska, men justerades 2022 till ett mer informativt namn av BirdLife Sveriges taxonomikommitté.